# Dusona occidentalis
Dusona occidentalis là một loài tò vò trong họ Ichneumonidae.